# Erfurter Enchiridion
Erfurter Enchiridion (Eyn Enchiridion oder Handbüchlein) är en tidig psalmbok från reformationen och källa för ett antal koraler till de svenska psalmböckerna.

## Tryck
Under konkurrens trycktes den i Erfurt i två nästan identiska utgåvor, båda under 1524. Den förmodat första utgåvan av Johannes Loersfeld (gedruckt in der Permentergasse / zum Färbefass) och den andra av Mathes Maler (gedruckt zu Erffordt zcum Schwartzen Horrn / bey der Kremer brucken). Psalmböckerna innehåller 26 psalmtexter varav 16 (respektive 15) med melodi.

## Etliche Christliche Gesenge
Ett år senare (1525) gav Johannes Loersfeld ut ett komplement till Enchiridion med titeln ETliche Christliche Gesenge vnd psalmen/ wilche vor bey dem Enchiridion nicht gewest synd/ mit hohem fleyss verdeutscht vnnd gedruckt/ .... Den innehåller 7 psalmtexter varav 5 med melodi, samt en ny översättning av psaltaren 114/115. Melodierna i detta tillägg är alla från Walters Chorgesangbuch som trycktes året innan.

## Innehåll[2]
En lista över sånger och texter i boken. Titlar med tysk text saknar en svensk artikel.
| Nr | Titel                                               | Titel på svenska                               | Författare        | Övrigt                                            |
| -- | --------------------------------------------------- | ---------------------------------------------- | ----------------- | ------------------------------------------------- |
| 1  | Dies sind die heilgen zehn Gebot                    | Desse äro de tio bud                           | Martin Luther     |                                                   |
| 2  | Nun freut euch, lieben Christen g’mein              | Var man må nu väl glädja sig                   | Martin Luther     |                                                   |
| 3  | Es ist das Heil uns kommen her                      | O Gud, du av barmhärtighet                     | Paul Speratus     |                                                   |
| 4  | Mitten wir im Leben sind                            | Vi på jorden leva här                          | Martin Luther     |                                                   |
| 5  | In Gott gelaub ich, dass er hat                     |                                                | Paul Speratus     |                                                   |
| 6  | Hilf Gott, wie ist der Menschen Not                 |                                                | Paul Speratus     |                                                   |
| 7  | Gott sei gelobet und gebenedeiet                    | Gud vare lovad, han som i sin godhet           | Martin Luther     |                                                   |
| 8  | Gelobet seist du, Jesu Christ                       | Dig vare lov, o Jesus Krist                    | Martin Luther     |                                                   |
| 9  | Ich glaube an einen Gott (Trosbekännelsen)          |                                                |                   |                                                   |
| 10 | Herr Christ, der einig Gotts Sohn                   | Kristus, den rätte Herren                      | Elisabet Cruciger |                                                   |
| 11 | Jesus Christus unser Heiland, der von uns           | Jesus Kristus är vår hälsa                     | Martin Luther     |                                                   |
| 12 | Wohl dem, der in Gottes Furcht steht                |                                                | Martin Luther     | Från Davids 127 psalm                             |
| 13 | Ach Gott, vom Himmel sieh darein                    | O Herre Gud af Himmelrik, vi må det alle klaga | Martin Luther     | Från Davids 11 psalm                              |
| 14 | Wo Gott der Herr nicht bei uns hält                 |                                                | Justus Jonas      | Från Davids 124 psalm                             |
| 15 | Es spricht der Unweisen Mund wohl                   | Then ogudachtige säger så                      | Martin Luther     | Från Davids 13 psalm                              |
| 16 | Es wollt uns Gott genädig sein                      | O Herre Gud, oss nådig var                     | Martin Luther     | Från Davids 66 psalm                              |
| 17 | Aus tiefer Not schrei ich zu dir                    | Ur djupen ropar jag till dig                   | Martin Luther     | Från Davids 129 psalm De profundis                |
| 18 | Erbarm dich mein, o Herre Gott                      | Förbarma tigh, Gudh, öfwer migh                | Erhard Hegenwald  | Från Davids 50 psalm Miserere                     |
| 19 | Christ lag in Todesbanden                           |                                                | Martin Luther     |                                                   |
| 20 | Jesus Christus, unser Heiland, der den Tod überwand |                                                | Martin Luther     |                                                   |
| 21 | Nun komm, der Heiden Heiland                        | Världens Frälsare kom här                      | Martin Luther     | Från hymnen Veni redemptor gentium                |
| 22 | Komm, Heiliger Geist, Herre Gott                    | Kom, helge Ande, Herre Gud                     | Martin Luther     | Från pingstantifonen, Veni Sancte Spiritus, reple |
| 23 | Christum wir sollen loben schon                     |                                                | Martin Luther     | Från hymnen A solis ortus cardine                 |
| 24 | Komm, Gott Schöpfer, heiliger Geist                 | Kom, Skaparande, Herre god                     | Martin Luther     | Från pingsthymnen Veni creator spiritus           |
| 25 | Ein neues Lied wir heben an                         |                                                | Martin Luther     |                                                   |
| 26 | In Jesus Nam'n heben wir an                         |                                                | Okänd             |                                                   |

## I svenska psalmböcker
Via Mönsteråshandskriften 1640 hämtades minst en melodi för 1819 års psalmbok till psalm nr 103.
Ur samlingen, som betecknas som "världslig", kom också melodin till 1819 års psalmbok för psalmen "Förlossningen är vunnen" (nr 50) vars melodi även används till nr 105 och 110. Dessutom hämtades melodin för psalm nr 134 här.
Även melodin till psalmen Ur djupen ropar jag till dig i 1819 års psalmbok publicerades först i denna skrift.

## Psalmer
| Titelrad                     | Alternativ titelrad       | Nr i 1695 | Nr i 1819 | Nr i 1986 | Kommentar                                       |
| ---------------------------- | ------------------------- | --------- | --------- | --------- | ----------------------------------------------- |
| Förlossningen är vunnen      | Kristus, den rätte Herren | 119       | 50        | 36        | "Melodins huvudtext" Finns på Wikisource.       |
| Du segern oss förkunnar      |                           | 105       | 150       |           |                                                 |
| * Låt oss nu Jesus prisa     |                           | 172       | 110       | 468       |                                                 |
| * Kom, Helge Ande, Herre Gud |                           | 181       | 134       | 51        | Finns på Wikisource.                            |
| Sitt öga Jesus öppnat har    |                           | 163       | 103       |           |                                                 |
| Ur djupen ropar jag till dig |                           | 99        | 182       | 537       | annan tonsättning i nr 670 Finns på Wikisource. |